# Centro (Messico)
Centro è una municipalità dello stato di Tabasco, nel Messico meridionale, il cui capoluogo è la città di Villahermosa, capitale dello stato.
La municipalità conta 640.359 abitanti (2010) e ha un'estensione di 1.723,4 km².
Il significato del nome della municipalità si riferisce alla sua posizione centrale nella geografia dello stato.